# Museo Nacional de Antropología Dr. David J. Guzmán
El Museo Nacional de Antropología Dr. David J. Guzmán (MUNA) está localizado sobre la avenida La Revolución, colonia San Benito, San Salvador, El Salvador. Este museo alberga una valiosa colección de objetos arqueológicos, etnográficos e históricos, que brindan una mirada al pasado desde los períodos prehispánicos hasta la actualidad, constituyendo una gama de elementos que muestran una larga ocupación humana del actual territorio salvadoreño. Es una dependencia del Ministerio de Cultura de El Salvador y el Director actual el Lic. Brayan Zelaya.

## Historia

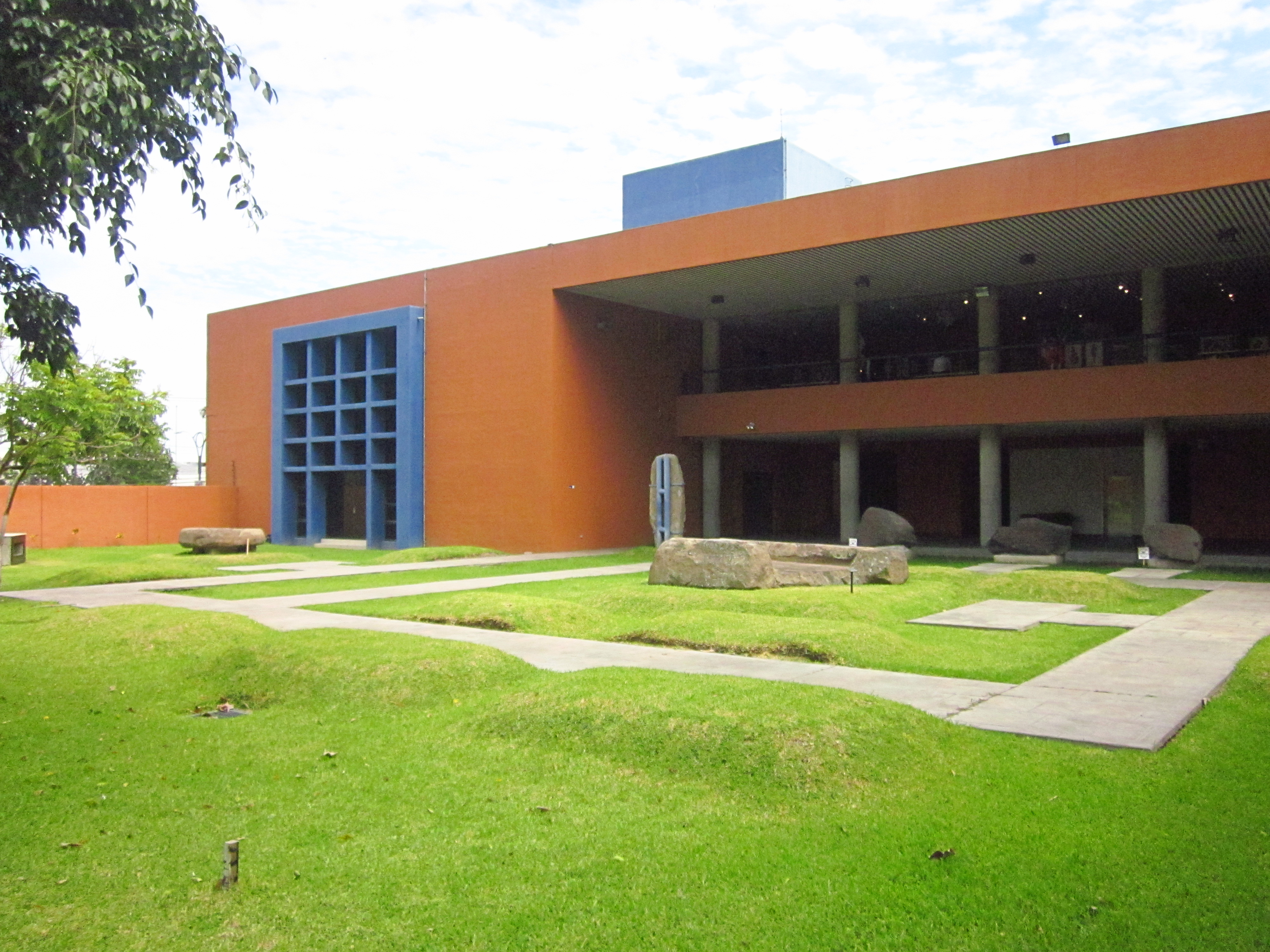
Panorama del Museo Nacional de Antropología Dr. David J. Guzmán por afuera

El museo nacional surgió durante el período presidencial del doctor Rafael Zaldívar, mediante Decreto Ejecutivo del 9 de octubre de 1883, publicado en el Diario Oficial N.º 239, Tomo N.º 15, del 16 de octubre de 1883. Su primer director fue el doctor David J. Guzmán, autor de la Oración a la Bandera Salvadoreña, y las exposiciones incluían objetos relativos a la historia, biología y geología. En sus primeros años estuvo alojado en diversos lugares, siendo el primero la Universidad de El Salvador, y posteriormente en la Villa España (1902) con muestras científicas, agrícolas e industriales. Pero fue refundado por el gobierno del presidente Tomás Regalado a través del «Reglamento del Museo Científico, Agrícola e Industrial de El Salvador», el cual fue aprobado mediante Decreto Ejecutivo del 9 de septiembre de 1902, publicado en el Diario Oficial N.º 215, Tomo N.º 53, del 12 de septiembre de 1902. Después de ubicarse en la Finca Modelo (1904–1911), fue clausurado por el gobierno del presidente Manuel Enrique Araujo, por no haber «producido en bien de la Nación ninguno de los resultados que se propuso alcanzar el Supremo Gobierno al decretar su establecimiento», según lo expresado textualmente por el Acuerdo Ejecutivo del 31 de agosto de 1911, publicado en el Diario Oficial N.º 201, Tomo N.º 71, del 1 de septiembre de 1911, que declaró su extinción. Y en su lugar, se creó un Instituto de Historia Natural, dividido en las secciones de botánica, zoología, mineralogía y geología y etnografía y geografía, conforme a lo dispuesto por el Decreto Ejecutivo del 2 de septiembre de 1911, publicado en el Diario Oficial N.º 203, Tomo N.º 71, del 4 de septiembre de 1911. Reapareció en 1913 en el mismo lugar junto al Instituto de Historia Natural y Jardín Botánico.
Posteriormente se ubicó en la zona de la ex Casa Presidencial de El Salvador (1927) en el barrio San Jacinto. Desde la aprobación del Acuerdo Ejecutivo N.º 2071, del 13 de agosto de 1945, publicado en el Diario Oficial N.º 179, Tomo N.º 139, del 21 de agosto de 1945, ostenta su actual nombre en honor al doctor Guzmán. En 1962 fue trasladado a la avenida La Revolución. Desde 1974 adquirió un carácter antropológico e histórico. Estas instalaciones sufrieron daños severos con el terremoto de 1986, por lo que fue demolido en 1993. En 1996 se realizó el concurso de ideas para la construcción de un nuevo edificio, resultando ganador el diseño del Arquitecto Roberto Dada. El actual edificio fue inaugurado en 1999 y abierto al público en 2001

## Salas y otras actividades
El museo nacional contiene 5 salas permanentes, las que se han dividido en: Migraciones y arraigo, Agricultura, Producción Artesanal Industria e intercambio, Entierros prehispánicos y Religión. Además de tres salas temporales. En ella se pueden encontrar las etapas de la historia salvadoreña: Época Prehispánica, Época Colonial y Época Contemporánea. La sala de religión además cuenta con un homenaje a las pérdidas humanas durante el conflicto armado de El Salvador.
El MUNA además cuenta con una Biblioteca especializada y una de las hemerotecas más completas del país.
Aparte de estas actividades, la institución promociona muestras de cine, exhibiciones culturales o conciertos, y talleres lúdicos.

### Sala de Migración y Arraigo
La renovación de esta Sala, forma parte de las acciones de actualización museística, que realiza la Dirección Nacional de Patrimonio Cultural de la Secretaría de Cultura de la Presidencia a través del Museo Nacional de Antropología, por la cual, se han llevado a cabo con anterioridad las reformas de la Sala de Producción artesanal, comercio, industria e intercambio, Sala No.3 (de junio de 2010 a enero de 2011)  y de la Sala de Religión, Sala No.5, (de enero a octubre de 2011). Estas intervenciones han cambiado el discurso expositivo del Museo, potenciado por nuevos recursos expositivos y por textos más acordes con los criterios científicos actuales.
La Sala de Migración y Arraigo, describe, analiza y exhibe, el fenómeno migratorio en el país desde la época prehispánica hasta la actualidad. Su disposición ha seguido un criterio fundamentalmente temático,  tanto en el discurso principal como en los textos de reflexión, en el que se cruza con eje transversal la participación de la mujer en los procesos migratorios.
La exposición permanente está organizada en tres grandes periodos: Prehispánico, Histórico y Contemporáneo y se distribuye de acuerdo a los siguientes contenidos:
Época Prehispánica: Poblamiento de América; Inicio del sedentarismo; Periodo Preclásico: origen de la civilización; Periodo Clásico: consolidando la civilización; Periodo Postclásico. Reflexión: Participación de la mujer en la época prehispánica; El Salvador: un puente cultural en Mesoamérica; Influencias regionales en El Salvador prehispánico.
Época histórica: Descubrimiento, Conquista, Colonia, Independencia. República.
Época contemporánea: Conceptos básicos sobre migración; Fenómeno migratorio en El Salvador; Compatriotas en el mundo; Motivos de la migración; Políticas migratorias; Transnacionalismo migratorio; Territorio y arraigo; Galería de salvadoreños en el exterior; Nueva dimensión identitaria salvadoreña.

### Sala de la Agricultura
A través de la sala se observan las diferentes técnicas e instrumentos agrícolas ocupados en el territorio nacional a través del tiempo, dieta alimenticia y principales productos agrícolas. En la época colonial se muestran los principales productos que fueron explotados por los españoles los cuales fueron el cacao, el añil y el bálsamo; en la época contemporánea se reflejan las técnicas empleadas en la agricultura, la importancia del maíz y otros cultivos tales como el café, el algodón y el henequén.

### Sala de Producción Artesanal, Industria e Intercambio
El contenido de esta sala aborda los avances tecnológicos, permitieron crear sistemas de producción, para consumo y distribución de los productos.  El pasado histórico ha legado una riqueza artesanal traducida en infinidad de objetos de distintas dimensiones y usos. Una de las características más sobresalientes de la Zona Central centroamericana- donde se encuentra San Salvador - es distinta variedad de patrones culturales, esto se refleja en los distintos tipos de cerámicos. Se puede decir, que es una estrategia de supervivencia que era evidente en las redes de intercambio comerciales a través de los años.
De igual forma, han surgido otras formas de comercio que va de la mano con la tecnología, donde ciertamente la producción artesanal se destaca como rubro de exportación y sus productos compiten en el ámbito mundial.

### Sala de la Religión
Presenta principalmente la cosmovisión que los indígenas poseían con respecto a sus dioses y el misticismo de los sacrificios y la muerte; en la época colonia se muestra la introducción del catolicismo y sus diferentes manifestaciones; en la época contemporánea se presenta la diversidad de religiones y la libertad de culto que surge de la tolerancia religiosa que existe en San Salvador. Su colección de tipo arqueológico se enfoca en la interpretación de los aspectos religiosos de la época prehispánica.

## Piezas relevantes
Entre la enorme diversidad de objetos, destacan en la exhibición del museo nacional:
- Perrito con ruedas. procede del Sitio Cihuatán,  Pieza cerámica encontrada en los años 50, por el arqueólogo Stanley Boggs,  perteneciente al Período Posclásico.
- Pedernal excéntrico. Descubierto en el Parque de San Andrés, y perteneciente al Período Clásico. Está elaborado en pedernal. Valioso por la singular composición de su diseño.
- Estela del Tazumal. Del Período Posclásico Temprano. Fue descubierta por Santiago I. Barberena en el parque del mismo nombre. Mide 1.04 m de ancho y 2.63 m de alto. Es conocida también como «Virgen del Tazumal».
- Xipe Tótec. Del Período Posclásico. Una de las piezas de mayor valor. Fue reportado su hallazgo por el arqueólogo Stanley Boggs en el parque arqueológico El Tazumal. Representa a una de las deidades más importantes del período, asociada a temáticas beligerantes y de fertilidad. Es tallada en cerámica.
- Sello antropomorfo de cerámica monocroma. Procedente de la localidad de Cara Sucia, y perteneciente al Período Preclásico.

## Horarios
Abierto de martes a  domingo de 9:00 a. m. a 5:00 p. m..  . . Sin cerrar al mediodía.